# جورج شيلدون (سياسي)
جورج شيلدون (بالإنجليزية: George Sheldon)‏ هو سياسي أمريكي، ولد في 1947 في الولايات المتحدة، وتوفي في 23 أغسطس 2018. حزبياً، نشط في الحزب الديمقراطي. وقد انتخب عضو مجلس نواب فلوريدا (1974 – 1982).